# Corniveleto
Se denomina corniveleto o veleto al toro al que le nacen los cuernos rectos, altos e iguales desde su arranque, sin la curvatura natural que suelen presentar los toros en sus cornamentas. Por extensión reciben esta denominación aquellos toros que muestran los cuernos con la misma tendencia: cuernos rectos, altos e iguales tanto si carecen de la curva natural en la pala del asta, como si dicha curva es poco marcada.
En general la vista que ofrece la visión de los toros corniveletos es desagradable.

## Definición de la RAE
La palabra veleto no está registrada en el diccionario de la Real Academia Española. Sí se menciona en cambio corniveleto (adjetivo): «dicho de un toro o de una vaca: De cuernos que, por ser poco curvos, quedan altos y derechos» La RAE define derecho como: «recto, igual, seguido, sin torcerse a un lado ni a otro.»
En otros diccionarios veleto, -ta,  se aplica al toro o la res que tiene la cornamenta alta; término empleado en tauromaquia. Veleto proviene de la palabra vela y esta del verbo transitivo velar cuyo significado es hacer centinela o guardia por la noche. Esta definición de velar es la que aplicada en la frase «derecho como una vela» hace una clara referencia a la posición que adoptaba el centinela o guardia, una expresión habitual en Castilla y León y que se aplica a las personas altas y muy derechas y que por extensión se asocia a la disposición de las astas del toro corniveleto.  

## Definición especializada
Dentro del vocabulario taurino autorizado se encuentra que el término veleto es sinónimo de corniveleto y se suele remitir a este último: corniveleto para su definición.  El término veleto es de uso muy común entre los aficionados

## Diferentes clases de toros veletos
Entre los toros con astas altas y rectas pueden encontrarse las siguientes variedades y denominaciones:

### Cornialtos
se dice de aquellos toros que tienen los cuernos largos y levantados, pero menos que el veleto. José Carlos de Torres indica en la definición de Cornialto que se trataría de un sinónimo de cornicimbareto y una gradación de veleto. Este es el tipo menos alto de los tres. Se clasifican en la categoría según la inserción de las astas.

### Cornilevantado
Se dice de aquellos toros que teniendo los cuernos altos no llegan a corniveletos sino que mantienen un grado intermedio entre cornialto y veleto. El que presenta las astas con altura media

### Cornicimbareto
Véase cornialto

### Corniveleto
Se dice del toro que le nacen los cuernos rectos, altos e iguales desde su arranque o los muestran así. El que presenta las astas con más altura Se clasifican en la categoría según la dirección de las astas.

Las diferentes formas que se usan para denominar a este tipo de toros pueden generar confusión en el aficionado y en el entendido dado el número de nombres y singularidades con las se pueden identificar y nombrar a los toros del tipo corniveleto. José Carlos de Torres lo pone de manifiesto en el apartado: «encuesta a mayorales:

«¿Cómo se llama si tiene (el toro) la pala alta y derecha? Corniveleto (Millán y Parejo). Cornialto (Millán). Veleto (Quesada, Lucio y Parejo).

¿Y si no llega a veleto? Algo veleto (Millán). Cornialto (Parejo). Tocado de pitones (Lucio).

¿Cómo se llama si tiene las astas largas y levantadas, pero sin ser veleto? Cornidelantero, con inclinación hacia cornialto (Parejo). Cornillano (Quesada)

## Encastes
Los toros corniveletos o veletos pueden encontrarse entre los siguientes encastes:

### Casta navarra
Ejemplares veletos entre otros tipos.

### Casta Vazqueña
ejemplares cornialtos entre otros tipos.

### Encaste Contreras
Procedentes de Casta Vistahermosa. Ejemplares ligeramente veletos entre otros tipos.

### Encaste Saltillo
Ejemplares veletos entre otros tipos.

### Encaste Conde de la Corte
Ejemplares veletos entre otros tipos

### Encaste Atanasio Fernández
Ejemplares veletos entre otros tipos.

### Encaste Vega-Villar
Ejemplares veletos entre otros tipos.